# Список призёров зимних Олимпийских игр 1998
Ниже представлен список всех призёров зимних Олимпийских игр 1998 года, проходивших с 7 по 22 февраля 1998 года в городе Нагано, Япония. Всего в соревнованиях принял участие 2176 спортсменов — 1389 мужчин и 787 женщин, представлявшие 72 стран (национальных олимпийских комитета). Было разыграно 68 комплектов наград в 14 дисциплинах 7 олимпийских видов спорта. В лыжном двоеборье, прыжках с трамплина и бобслее разыгрывали медали исключительно мужчины, а фигурное катание было единственным видом спорта на этой зимней Олимпиаде, где мужчины и женщины соревновались вместе в парах. Призёрами игр в Нагано стали спортсмены из 24 стран — при этом 15 из этих стран удалось завоевать как минимум одну золотую медаль Победителем общемедального зачёта стала сборная Германии получившая 29 медалей из которых 12 золотых, 9 серебряных и 8 бронзовых медалей. Россия на Олимпиаде выиграла 18 медали из которых 9 золотых, заняв итоговое 3 место в общемедальном зачёте.

## Биатлон
| Соревнование                  | Золото                                                               | Серебро                                                                             | Бронза                                                                                            |
| ----------------------------- | -------------------------------------------------------------------- | ----------------------------------------------------------------------------------- | ------------------------------------------------------------------------------------------------- |
| Мужчины: индивидуальная гонка | Халвар Ханеволд (NOR)                                                | Пьеральберто Каррара (ITA)                                                          | Алексей Айдаров (BLR)                                                                             |
| Мужчины: спринт               | Уле-Эйнар Бьёрндален (NOR)                                           | Фруде Андресен (NOR)                                                                | Вилле Ряйккёнен (FIN)                                                                             |
| Мужчины: эстафета 4×7,5 км    | Германия: - Рикко Гросс - Петер Зендель - Свен Фишер - Франк Лук     | Норвегия: - Эгиль Йелланн - Халвар Ханеволд - Даг Бьёрндален - Уле-Эйнар Бьёрндален | Россия: - Павел Муслимов - Владимир Драчёв - Сергей Тарасов - Виктор Майгуров                     |
| Женщины: индивидуальная гонка | Екатерина Дафовска (BUL)                                             | Елена Петрова (UKR)                                                                 | Уши Дизль (GER)                                                                                   |
| Женщины: спринт               | Галина Куклева (RUS)                                                 | Уши Дизль (GER)                                                                     | Катрин Апель (GER)                                                                                |
| Женщины: эстафета 4×6 км      | Германия: - Уши Дизль - Мартина Целльнер - Катрин Апель - Петра Беле | Россия: - Ольга Мельник - Галина Куклева - Альбина Ахатова - Ольга Ромасько         | Норвегия: - Анн-Элен Шельбрейд - Аннетте Сиквеланн - Гунн Маргит Андреассен - Лив-Грете Шельбрейд |

## Бобслей
| Соревнование      | Золото                                                                             | Серебро                                                                 | Бронза |
| ----------------- | ---------------------------------------------------------------------------------- | ----------------------------------------------------------------------- | --- |
| Мужчины: двойки   | Италия: - Гюнтер Хубер - Антонио Тарталья и Канада: - Пьер Людерс - Дэвид Макикерн | не вручалась                                                            | Германия: - Кристоф Ланген - Маркус Циммерман                                                                                                   |
| Мужчины: четвёрки | Германия: - Кристоф Ланген - Маркус Циммерман - Марко Якобс - Олаф Хампель         | Швейцария: - Марсель Рёнер - Маркус Нюссли - Марко Якобс - Олаф Хампель | Франция: - Брюно Минжон - Эммануэль Осташ - Эрик Ле Шанони - Макс Робер и Великобритания: - Шон Олссон - Дин Уорд - Кортни Рамболт - Пол Эттвуд |

## Горнолыжный спорт
| Соревнование               | Золото                  | Серебро                      | Бронза                       |
| -------------------------- | ----------------------- | ---------------------------- | ---------------------------- |
| Мужчины: скоростной спуск  | Жан-Люк Кретье (FRA)    | Лассе Кьюс (NOR)             | Ханнес Тринкль (AUT)         |
| Мужчины: супергигант       | Херман Майер (AUT)      | Дидье Кюш (SUI)              | —                            |
| Мужчины: супергигант       | Херман Майер (AUT)      | Ханс Кнаус (AUT)             | —                            |
| Мужчины: гигантский слалом | Херман Майер (AUT)      | Штефан Эберхартер (AUT)      | Михаэль фон Грюниген (SUI)   |
| Мужчины: слалом            | Ханс Петтер Бурос (NOR) | Уле Кристиан Фурусет (NOR)   | Томас Сикора (AUT)           |
| Мужчины: комбинация        | Марио Райтер (AUT)      | Лассе Кьюс (NOR)             | Кристиан Майер (AUT)         |
| Женщины: скоростной спуск  | Катя Зайцингер (GER)    | Пернилла Виберг (SWE)        | Флоранс Маснада (FRA)        |
| Женщины: супергигант       | Пикабо Стрит (USA)      | Михаэла Дорфмайстер (AUT)    | Александра Майсснитцер (AUT) |
| Женщины: гигантский слалом | Дебора Компаньони (ITA) | Александра Майсснитцер (AUT) | Катя Зайцингер (GER)         |
| Женщины: слалом            | Хильде Герг (GER)       | Дебора Компаньони (ITA)      | Зали Стегалл (AUS)           |
| Женщины: комбинация        | Катя Зайцингер (GER)    | Мартина Эртль (GER)          | Хильде Герг (GER)            |

## Кёрлинг
| Соревнование                | Золото                                                                                         | Серебро                                                                                  | Бронза                                                                                                |
| --------------------------- | ---------------------------------------------------------------------------------------------- | ---------------------------------------------------------------------------------------- | --- |
| Мужчины: турнир по кёрлингу | Швейцария: - Патрик Хюрлиман - Патрик Лёртшер - Даниель Мюллер - Диего Перрен - Доминик Андрес | Канада: - Майк Харрис - Ричард Харт - Коллин Митчелл - Джордж Каррис - Пол Сэвидж        | Норвегия: - Антон Гримсмо - Стиг-Арне Гуннестад - Эйгиль Рамсфьелл - Торе Торвбротен - Ян Торесен     |
| Женщины: турнир по кёрлингу | Канада: - Сандра Шмирлер - Марсия Гудерайт - Джен Беткер - Джоан Маккаскер - Атина Форд        | Дания: - Хелена Блак Лаурсен - Маргит Пёртнер - Дорте Хольм - Трине Квист - Яне Бидструп | Швеция: - Элизабет Густафсон - Катарина Нюберг - Луиза Мармонт - Элизабет Перссон - Маргарета Линдаль |

## Конькобежный спорт
| Соревнование          | Золото                      | Серебро                     | Бронза                    |
| --------------------- | --------------------------- | --------------------------- | ------------------------- |
| Мужчины: 500 метров   | Хироясу Симидзу (JPN)       | Джереми Уотерспун (CAN)     | Кевин Оверленд (CAN)      |
| Мужчины: 1000 метров  | Идс Постма (NED)            | Ян Бос (NED)                | Хироясу Симидзу (JPN)     |
| Мужчины: 1500 метров  | Одне Сёндрол (NOR)          | Идс Постма (NED)            | Ринтье Ритсма (NED)       |
| Мужчины: 5000 метров  | Джанни Ромме (NED)          | Ринтье Ритсма (NED)         | Барт Велдкамп (BEL)       |
| Мужчины: 10000 метров | Джанни Ромме (NED)          | Боб де Йонг (NED)           | Ринтье Ритсма (NED)       |
| Женщины: 500 метров   | Катриона Лемей-Доан (CAN)   | Сьюзан Ош (CAN)             | Томоми Окадзаки (JPN)     |
| Женщины: 1000 метров  | Марианне Тиммер (NED)       | Крис Уитти (USA)            | Катриона Лемей-Доан (CAN) |
| Женщины: 1500 метров  | Марианне Тиммер (NED)       | Гунда Ниман-Штирнеман (GER) | Крис Уитти (USA)          |
| Женщины: 3000 метров  | Гунда Ниман-Штирнеман (GER) | Клаудия Пехштайн (GER)      | Анни Фризингер (GER)      |
| Женщины: 5000 метров  | Клаудия Пехштайн (GER)      | Гунда Ниман-Штирнеман (GER) | Людмила Прокашёва (KAZ)   |

## Лыжное двоеборье
| Соревнование                  | Золото                                                                             | Серебро                                                                   | Бронза                                                          |
| ----------------------------- | ---------------------------------------------------------------------------------- | ------------------------------------------------------------------------- | --------------------------------------------------------------- |
| Мужчины: индивидуальная гонка | Бьярте Энген Вик (NOR)                                                             | Самппа Лаюнен (FIN)                                                       | Валерий Столяров (RUS)                                          |
| Мужчины: эфстафета            | Норвегия: - Хальдор Скард - Кеннет Бротен - Бьярте Энген Вик - Фред Бёрре Люндберг | Финляндия: - Самппа Лаюнен - Яри Мантила - Тапио Нурмела - Ханну Маннинен | Франция: - Сильвен Гийом - Николя Баль - Людовик Ру - Фабрис Ги |

## Лыжные гонки
| Соревнование              | Золото                                                                    | Серебро                                                                    | Бронза                                                                              |
| ------------------------- | ------------------------------------------------------------------------- | -------------------------------------------------------------------------- | ----------------------------------------------------------------------------------- |
| Мужчины: гонка на 30 км   | Мика Мюллюля (FIN)                                                        | Эрлинг Евне (NOR)                                                          | Сильвио Фаунер (ITA)                                                                |
| Мужчины: гонка на 10 км   | Бьорн Дэли (NOR)                                                          | Маркус Гандлер (AUT)                                                       | Мика Мюллюля (FIN)                                                                  |
| Мужчины: гонка на 15 км   | Томас Альсгорд (NOR)                                                      | Бьорн Дэли (NOR)                                                           | Владимир Смирнов (KAZ)                                                              |
| Мужчины: эстафета 4×10 км | Норвегия: - Стуре Сивертсен - Эрлинг Евне - Бьорн Дэли - Томас Альсгорд   | Италия: - Марко Альбарелло - Фульвио Вальбуза - Фабио Май - Сильвио Фаунер | Финляндия: - Харри Кирвесниеми - Мика Мюллюля - Сами Репо - Яри Исомется            |
| Мужчины: на 50 км         | Бьорн Дэли (NOR)                                                          | Никлас Йонссон (SWE)                                                       | Кристиан Хоффман (AUT)                                                              |
| Женщины: гонка на 15 км   | Ольга Данилова (RUS)                                                      | Лариса Лазутина (RUS)                                                      | Анита Моэн (NOR)                                                                    |
| Женщины: гонка на 10 км   | Лариса Лазутина (RUS)                                                     | Катержина Нойманова (CZE)                                                  | Бента Скари (NOR)                                                                   |
| Женщины: гонка на 15 км   | Лариса Лазутина (RUS)                                                     | Ольга Данилова (RUS)                                                       | Катержина Нойманова (CZE)                                                           |
| Женщины: эстафета 4×5 км  | Россия: - Нина Гаврылюк - Ольга Данилова - Елена Вяльбе - Лариса Лазутина | Норвегия: - Марит Миккельспласс - Бента Скари - Элин Нильсен - Анита Моэн  | Италия: - Карин Мородер - Мануэла Ди Чента - Габриэлла Паруцци - Стефания Бельмондо |
| Женщины: гонка на 30 км   | Юлия Чепалова (RUS)                                                       | Стефания Бельмондо (ITA)                                                   | Лариса Лазутина (RUS)                                                               |

## Прыжки на лыжах с трамплина
| Соревнование                  | Золото                                                                     | Серебро                                                                 | Бронза                                                                                       |
| ----------------------------- | -------------------------------------------------------------------------- | ----------------------------------------------------------------------- | -------------------------------------------------------------------------------------------- |
| Мужчины: нормальный трамплин  | Яни Сойнинен (FIN)                                                         | Кадзуёси Фунаки (JPN)                                                   | Андреас Видхёльцль (AUT)                                                                     |
| Мужчины: большой трамплин     | Кадзуёси Фунаки (JPN)                                                      | Янне Сойнинен (FIN)                                                     | Масахико Харада (JPN)                                                                        |
| Мужчины: командное первенство | Япония: - Таканобу Окабэ - Хироя Саито - Масахико Харада - Кадзуёси Фунаки | Германия: - Свен Ханнавальд - Мартин Шмитт - Хансйорг Якле - Дитер Тома | Австрия: - Райнхард Шверценбергер - Мартин Хёлльварт - Штефан Хорнгахер - Андреас Видхёльцль |

## Санный спорт
| Соревнование      | Золото                                  | Серебро                       | Бронза                               |
| ----------------- | --------------------------------------- | ----------------------------- | ------------------------------------ |
| Мужчины: одиночки | Георг Хакль (GER)                       | Армин Цоггелер (ITA)          | Йенс Мюллер (GER)                    |
| Мужчины: двойки   | Германия: - Штефан Крауссе - Ян Берендт | США: - Крис Торп - Гордон Шир | США: - Марк Гримметт - Брайан Мартин |
| Женщины: одиночки | Зильке Краусхаар (GER)                  | Барбара Нидернхубер (GER)     | Ангелика Нойнер (AUT)                |

## Сноуборд
| Соревнование                            | Золото               | Серебро                   | Бронза                 |
| --------------------------------------- | -------------------- | ------------------------- | ---------------------- |
| Мужчины: хаф-пайп                       | Джан Симмен (SUI)    | Даниель Франк (NOR)       | Росс Пауэрс (USA)      |
| Мужчины: параллельный гигантский слалом | Росс Ребальяти (CAN) | Томас Пруггер (ITA)       | Уэли Кестенхольц (SUI) |
| Женщины: хаф-пайп                       | Никола Тост (GER)    | Стине Брун Хьельдос (NOR) | Шэннон Данн (USA)      |
| Женщины: параллельный гигантский слалом | Карин Рюби (FRA)     | Хайди Ренот (GER)         | Бригитт Кёк (AUT)      |

## Фигурное катание
| Соревнование               | Золото                                     | Серебро                                      | Бронза                                       |
| -------------------------- | ------------------------------------------ | -------------------------------------------- | -------------------------------------------- |
| Мужчины: одиночное катание | Илья Кулик (RUS)                           | Элвис Стойко (CAN)                           | Филипп Канделоро (FRA)                       |
| Женщины: одиночное катание | Тара Липински (USA)                        | Мишель Кван (USA)                            | Чэнь Лу (CHN)                                |
| Парное катание             | Россия: - Оксана Казакова - Артур Дмитриев | Россия: - Елена Бережная - Антон Сихарулидзе | Германия: - Манди Вётцель - Инго Штойер      |
| Танцы на льду              | Россия: - Оксана Грищук - Евгений Платов   | Россия: - Анжелика Крылова - Олег Овсянников | Франция: - Марина Анисина - Гвендаль Пейзера |

## Фристайл
| Соревнование        | Золото              | Серебро                   | Бронза                  |
| ------------------- | ------------------- | ------------------------- | ----------------------- |
| Мужчины: могул      | Джонни Мосли (USA)  | Янне Лахтела (FIN)        | Сами Мустонен (FIN)     |
| Мужчины: акробатика | Эрик Бергоуст (USA) | Себастьен Фукра (FRA)     | Дмитрий Дащинский (BLR) |
| Женщины: могул      | Таэ Сатоя (JPN)     | Татьяна Миттермайер (GER) | Кари Тро (NOR)          |
| Женщины: акробатика | Николь Стоун (USA)  | Сюй Наньнань (CHN)        | Колетт Бран (SUI)       |

## Хоккей
| Соревнование              | Золото | Серебро | Бронза |
| ------------------------- | --- | --- | --- |
| Мужчины: хоккейный турнир | Чехия: - Доминик Гашек - Петр Свобода - Роман Хамрлик - Иржи Шлегр - Рихард Шмеглик - Франтишек Кучера - Ярослав Шпачек - Либор Прохазка - Павел Патера - Яромир Ягр - Мартин Ручинский - Роберт Рейхел - Владимир Ружичка - Иржи Допита - Мартин Страка - Роберт Ланг - Мартин Прохазка - Йозеф Беранек - Давид Моравец - Милан Гейдук - Ян Чалоун | Россия: - Михаил Шталенков - Андрей Трефилов - Олег Шевцов - Дмитрий Миронов - Сергей Гончар - Алексей Житник - Дарюс Каспарайтис - Игорь Кравчук - Борис Миронов - Дмитрий Юшкевич - Павел Буре - Алексей Яшин - Сергей Фёдоров - Андрей Коваленко - Алексей Морозов - Алексей Жамнов - Валерий Зелепукин - Валерий Каменский - Валерий Буре - Сергей Немчинов - Герман Титов - Сергей Кривокрасов | Финляндия: - Ярмо Мюллюс - Ари Суландер - Яни Нинимаа - Киммо Тимонен - Теппо Нумминен - Юрки Лумме - Аки-Петтери Берг - Янне Лаукканен - Туомас Грёнман - Теему Селянне - Саку Койву - Йере Лехтинен - Яри Курри - Вилле Пелтонен - Мика Ниеминен - Раймо Хелминен - Эса Тикканен - Киммо Ринтанен - Сами Капанен - Юха Линд - Юха Юлёнен - Антти Тёрмянен |
| Женщины: хоккейный турнир | США: - Карин Би - Алана Блаховски - Лиза Браун-Миллер - Крис Бэйли - Лори Бэйкер - Камми Гранато - Сара Декоста - Трейсия Данн - Кати Кинг - Колен Койни - Шейли Лоони - Сью Мерц - Элисон Млечко - Вики Мовсесян - Тара Монси - Дженни Поттер - Анжела Ругьеро - Сара Тутинг - Сандра Уайт - Грехтен Ульон                                         | Канада: - Дженнифер Боттерилл - Тереза Бриссон - Хайли Викенхайзер - Стейси Вилсон - Даниэлла Гойетт - Юди Дидук - Нэнси Дролет - Лори Дюпуи - Беки Келлар - Кесси Кэмпбелл - Катерина Маккормэк - Карен Нистром - Лесли Реддон - Манон Ройме - Фиона Смит - Френси Сент-Луис - Вики Сунохара - Геральдина Хейни - Яна Хеффорд - Лаура Шулер                                                        | Финляндия: - Петра Вааракаллио - Йоганна Иконен - Марианна Ихалайнен - Сари Крокс - Эмма Лааксонен - Санна Ланкосаари - Катя Ледт - Марика Летимаки - Рикка Ниеминен - Марья-Хелена Палвила - Туула Пупутти - Каролина Рантамаки - Тийя Рейма - Катя Риипи - Пайви Сало - Мария Селин - Лиза-Мария Снек - Сари Фиск - Кирси Ханнинен - Сату Хуотари         |

## Шорт-трек
| Соревнование                  | Золото                                                                            | Серебро                                                                 | Бронза                                                              |
| ----------------------------- | --------------------------------------------------------------------------------- | ----------------------------------------------------------------------- | ------------------------------------------------------------------- |
| Мужчины: 500 метров           | Такафуми Ниситани (JPN)                                                           | Ань Юйлун (CHN)                                                         | Хитоси Уэмацу (JPN)                                                 |
| Мужчины: 1000 метров          | Ким Дон Сон (KOR)                                                                 | Ли Цзяцзюнь (CHN)                                                       | Эрик Бедар (CAN)                                                    |
| Мужчины: эстафета 5000 метров | Канада: - Эрик Бедар - Деррик Кэмпбелл - Франсуа Дроле - Марк Ганьон - Эрик Бедар | Республика Корея: - Чхэ Джи Хун - Ли Джун Хван - Ли Хо Ын - Ким Дон Сон | Китай: - Ли Цзяцзюнь - Фэн Кай - Юань Е - Ань Юйлун                 |
| Женщины: 500 метров           | Анни Перро (CAN)                                                                  | Ян Ян (S) (CHN)                                                         | Чон Ли Гён (KOR)                                                    |
| Женщины: 1000 метров          | Чон Ли Гён (KOR)                                                                  | Ян Ян (S) (CHN)                                                         | Вон Хе Гён (KOR)                                                    |
| Женщины: эстафета 3000 метров | Республика Корея: - Чон Ли Гён - Вон Хе Гён - Ан Сан Ми - Ким Юн Ми               | Китай: - Ян Ян (A) - Ян Ян (S) - Сунь Даньдань - Ван Чуньлу             | Канада: - Изабель Шаре - Анни Перро - Кристин Будриас - Таня Висент |

## Лидеры по медалям
Лидером по общему числу завоёванных наград на этой Олимпиаде c пятью медалями стала российская лыжница Лариса Лазутина, завоевавшая три золотые, одну серебряную и одну бронзовую награды во всех гонках которые были на играх, вторым по количеству наград стал норвежский лыжник Бьорн Дэли, завоевавший три золотые и одну серебряную награду.